# Plumbohm
Plumbohm ist ein Ortsteil der Gemeinde Göhrde im Landkreis Lüchow-Dannenberg in Niedersachsen.

## Geographie
Der Ort liegt vier Kilometer südöstlich von Göhrde. 400 m nördlich des Ortes liegt der Opferstein von Plumbohm.

## Geschichte
Für das Jahr 1848 wird angegeben, dass Plumbohm drei Wohngebäude hatte, in denen 25 Einwohner lebten. Zu der Zeit war der Ort nach Hitzacker eingepfarrt und die Schule befand sich in Bredenbock.
Am 1. Dezember 1910 hatte Plumbohm als eigenständige Gemeinde im Kreis Dannenberg 14 Einwohner. Am 1. Juli 1972 wurde die bis dahin selbständige Gemeinde in die Gemeinde Metzingen eingemeindet, die am  29. Januar 1976 in Gemeinde Göhrde umbenannt wurde.